# Milko Kalajdžiev
Mihail Panajotov Kalajdžiev, meglio conosciuto come Milko Kalajdžiev (Svilengrad, 23 settembre 1951) è un cantante bulgaro.
Le sue famose canzoni sono Where Are You, Daddy?, Hey, Little One! E GSM. Ha tenuto numerosi concerti in Turchia, Macedonia del Nord, Israele, Canada, Albania, Paesi Bassi, Cipro, Grecia. Ha pubblicato con Payner Music.
Nel 2004 ha partecipato al programma televisivo bTV Voto di fiducia. Ha partecipato allo spettacolo bTV Twister, dove ha interpretato il ruolo di un fotografo. Partecipa anche a Vip Brother 3. Il 1 ° gennaio 2016 ha tenuto un concerto nella piazza di Zlatograd.
Nelle elezioni locali del 2019 si è candidato a sindaco del comune di Svilengrad dal Movimento per i diritti e le libertà, ricevendo il 4% dei voti.